# Antroleucosoma banaticum
Antroleucosoma banaticum är en mångfotingart som beskrevs av Karl Wilhelm Verhoeff 1899. Antroleucosoma banaticum ingår i släktet Antroleucosoma och familjen Anthroleucosomatidae. Inga underarter finns listade i Catalogue of Life.